# ケネス・クーパー
ケネス・H・クーパー（Kenneth H. Cooper、1931年3月4日 - ）は、アメリカの運動生理学者。
1967年、アメリカ空軍で、「有酸素運動」のプログラムとしてエアロビクス（Aerobics）を提唱した。当初は宇宙飛行士の心肺機能トレーニングプログラムの一環として開発したものである。
1981年11月に来日したクーパーは講演を行い、日本にエアロビクスを紹介した。
クーパーはジョギングや自転車走行による運動を推奨しており、ウエイトトレーニングのような無酸素運動の効果を否定した。
2022年現在では、若・中高年者の健康維持を目的とした運動処方を行う際には、有酸素運動と併せて筋力トレーニングのような無酸素運動を行い筋肉を増加・維持することが正しい姿勢の維持や活力ある行動力を保つために重要であるとされている:120。